# Crème (orkest)
Crème is een Nederlands salonorkest.
In Eindhoven ontstond in 1975 een klassiek strijkkwartet. De musici kenden elkaar van het Nationaal Jeugdorkest en hadden naast studie en werk ook op het conservatorium gestudeerd. Behalve Mozart en Beethoven speelde het kwartet incidenteel salonmuziek bij feestelijke gelegenheden. Van het een kwam het ander en na een paar jaar traden ze op, uitgebreid met een pianist en een blazer, als Salonorkest Crème. Soms wordt een zingende zaag bespeeld of een oude typemachine.

Een antieke microfoon is er voor de zangnummers.